# Protathlema SEGAS (1911)
Protathlema SEGAS (1911) była 7. edycją Protathlemy SEGAS – najwyższej piłkarskiej klasy rozgrywkowej w Grecji. Liga skupiała tylko zespoły z Aten i okolic. Do rozgrywek zgłosiło się 2 drużyny. Tytuł obroniła drużyna Panellinios PO.

## Wyniki meczów
- 20 listopada 1911: Panellinios Podosferikos Omilos - Piraikos Syndesmos 4:0
- 27 listopada 1911: Panellinios Podosferikos Omilos - Piraikos Syndesmos 2:3
- 4 grudnia 1911: Panellinios Podosferikos Omilos - Piraikos Syndesmos 10:2